# 段平仲
段 平仲（だん へいちゅう、生没年不詳）は、唐代の官僚。字は秉庸。本貫は涼州姑臧県。

## 経歴
隋の納言の段達の六世の孫にあたる。進士に及第した。杜佑・李復が相次いで淮南節度使となると、いずれも平仲はその下で掌書記をつとめた。李復が華州・滑州に移駐すると、平仲はその下で従事をつとめた。入朝して監察御史となった。平仲は豪放磊落で節操を尊び、酒をたしなんで大言壮語した。ときに徳宗は高齢で、国事の多くを自ら聴いて判断していた。平仲は「主上は聡明なかたであるので、臣下が恐れて言わないことでも、平仲がひとたび召見を受ければ、必ずや開悟なさるであろう」と豪語した。貞元14年（798年）、長安で旱魃が起こると、徳宗は御史と郎官一人ずつを選抜して、官倉を開いて振恤にあたらせることにした。平仲と考功員外郎の陳帰が奉使に選抜され、挨拶のために入朝した。徳宗は平仲に何か言いたいことがあると察して、陳帰が退出した後もひとり残して話させようとした。ところが徳宗の口調が思いのほか激しいものであったため、平仲は驚きあわてて、その名を言い間違えた。徳宗は怒り、平仲を叱責して出させた。平仲は顔面蒼白になって、さらに誤って衝立の後ろを走り、階下で連呼して退出した。このため罪に問われて排斥されること7年に及んだが、おかげで名を知られることにもなった。
のちに平仲は屯田膳部二員外郎に任じられ、東都留守判官をつとめた。右司郎中に累進した。元和元年（806年）、諫議大夫に転じた。元和5年（810年）、宦官の吐突承璀が招討使となり、恒州の王承宗を討って、功績なく帰還すると、平仲は呂元膺とともに吐突承璀を弾劾した。給事中に転じた。尚書左丞となり、病のため太子左庶子に転じて、死去した。

## 伝記資料
- 『旧唐書』巻153 列伝第103
- 『新唐書』巻162 列伝第87